# Буркгардтсдорф
Буркгардтсдорф (нім. Burkhardtsdorf) — громада в Німеччині, розташована в землі Саксонія. Входить до складу району Рудні Гори. Центр об'єднання громад Буркгардтсдорф.
Площа — 21,19 км2. Населення становить 6091 ос. (станом на 31 грудня 2020).

## Галерея

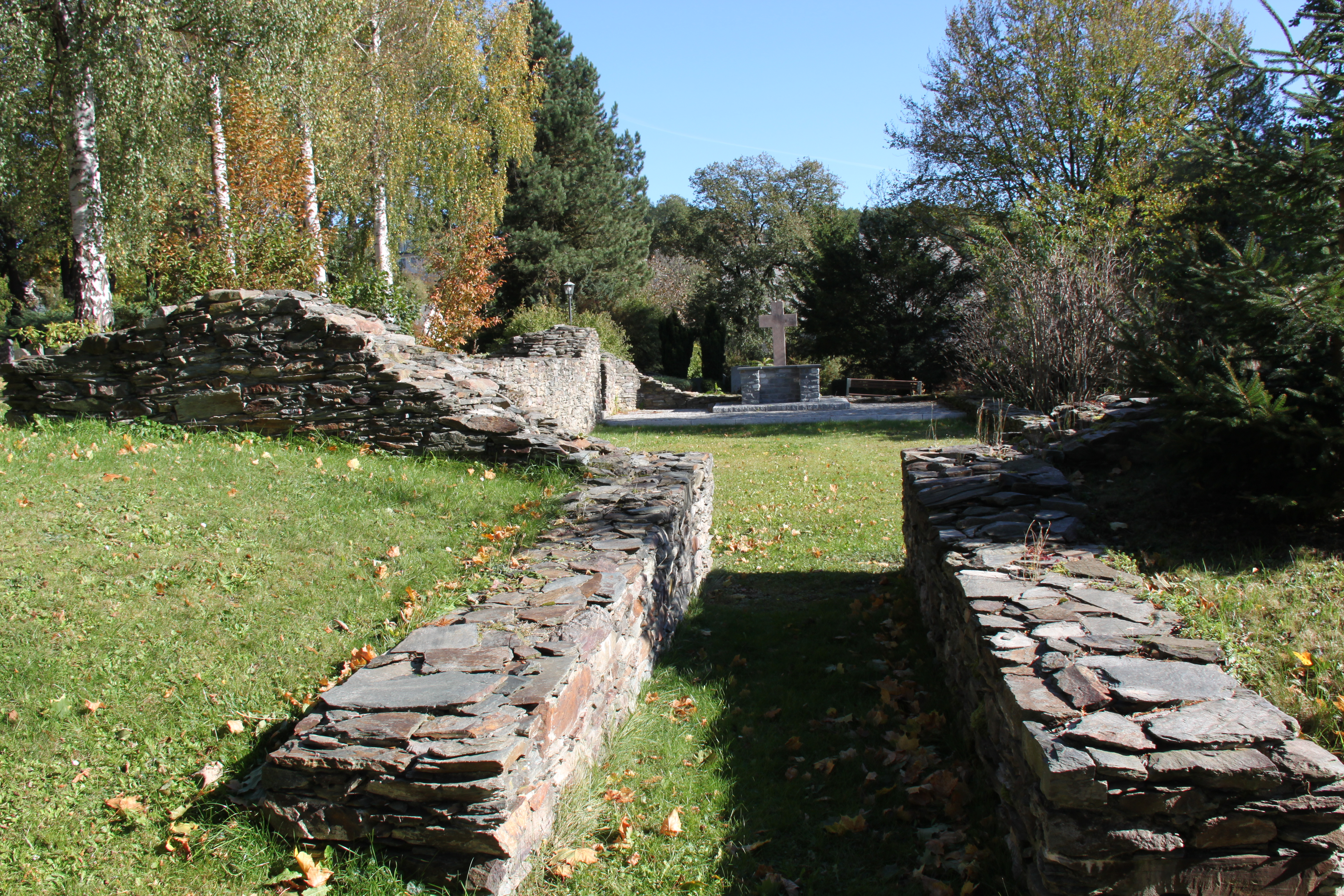
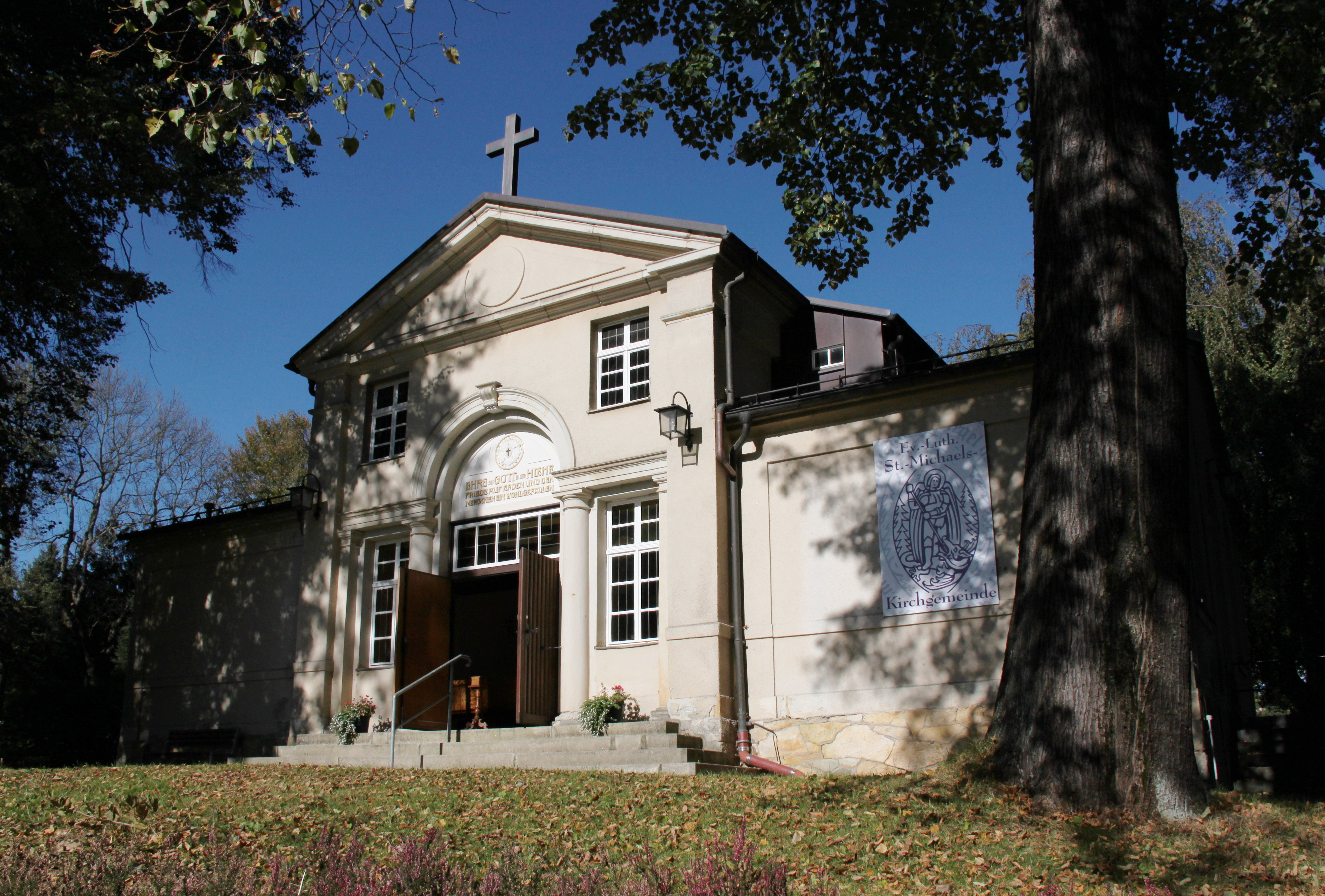
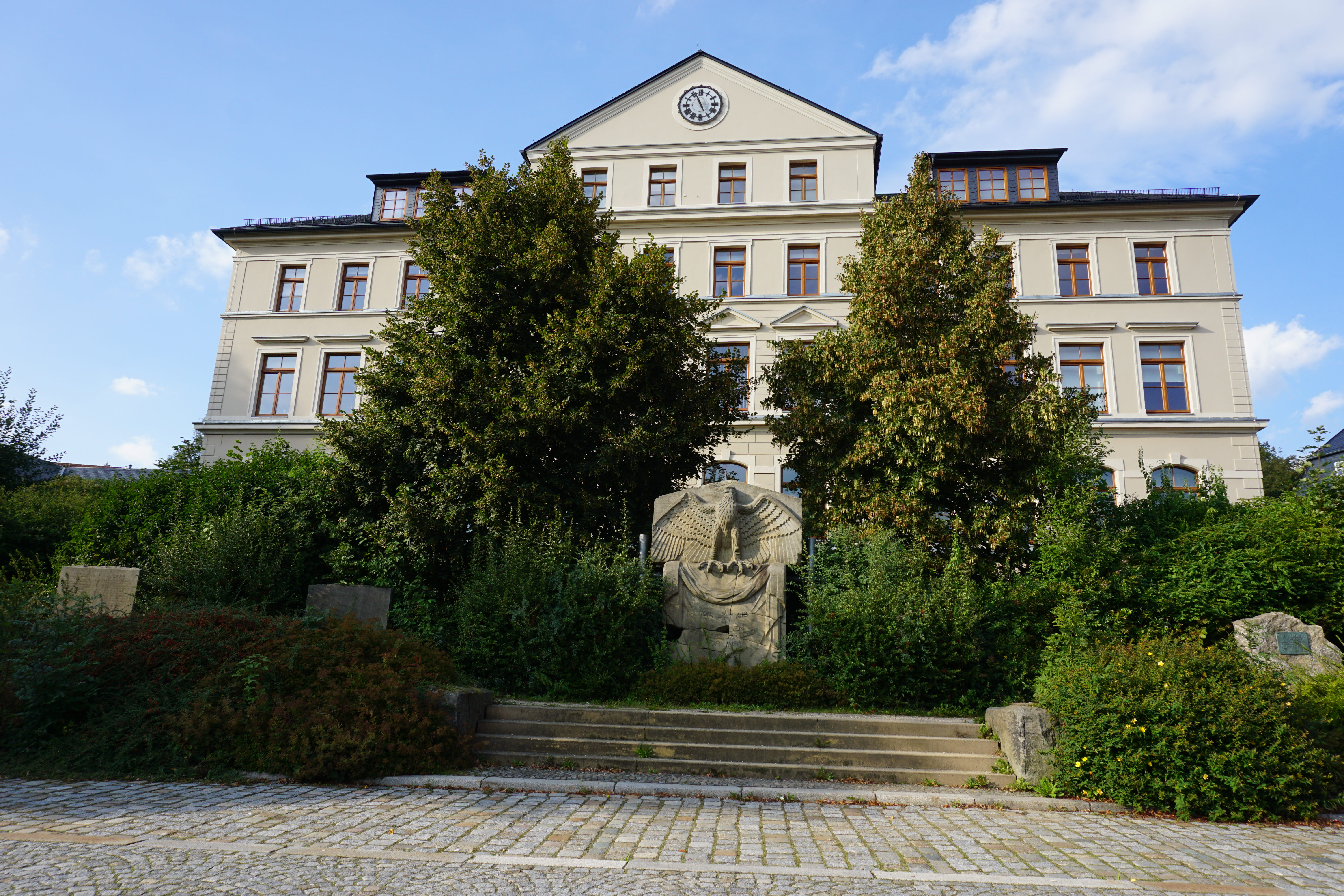